# Нафтогазові суміші
Нафтогазові суміші (рос. нефтегазовые смеси; англ. oil and gas mixtures, нім. Erdöl- und Erdgas-Gemische n pl) – вуглеводневі багатокомпонентні 
системи, які складаються в основному з парафінових, нафтенових і ароматичних вуглеводнів, а також можуть містити азот, діоксид вуглецю, 
сірководень, меркаптани, гелій, сірку, кисень, ртуть, пару води. 
Інформацію про фазовий стан Н.с. дають фазові діаграми, які мають петлеподібний вигляд. Розміщення характерних точок – критичної точки К 
(точка, в якій рідка і газоподібна фази стають ідентичними за своїми властивостями, їй відповідають критична температура Тк і критичний тиск рк), 
крикондентерми КТ (відповідає максимальній температурі, при якій можуть співіснувати рідка і газова фази) і криконденбари КБ (максимальний тиск, 
при якому можуть співіснувати обидві фази) – на фазовій діаграмі відносно один одного і ширина петлі діаграми залежить від хімічного складу 
суміші і концентрації компонентів у ній (при досягненні концентрації якого-небудь компонента суміші 100% критична точка, крикондентерма і 
криконденбара зливаються в одну точку і діаграма Н.с. перетворюється у фазову діаграму чистої речовини). Співвідношення між термобаричними 
умовами, в яких знаходиться Н.с., і характерними точками фазової діаграми визначає фазовий стан суміші. 